# Niedriger Jasmin
Der Niedrige Jasmin oder Gelbe Jasmin (Chrysojasminum humile (L.) Banfi, Syn.: Jasminum humile L.) ist eine Pflanzenart aus der Gattung Chrysojasminum innerhalb der Familie der Ölbaumgewächse (Oleaceae). Das Verbreitungsgebiet liegt in Mittel- bis Ostasien. Die Art wird manchmal aufgrund der Blüten als Zierpflanze verwendet.

## Beschreibung

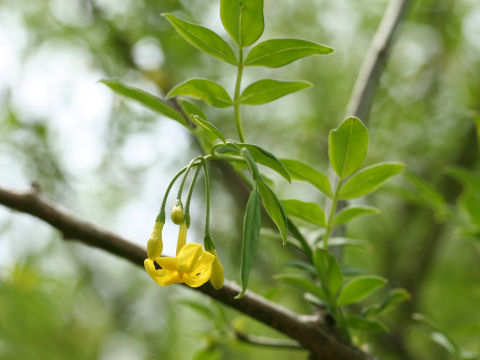
Blüten und Blätter

### Vegetative Merkmale
Der Niedrige Jasmin ist ein immergrüner, schwach kletternder, 0,3 bis 3 Meter hoher Strauch. Die Rinde der schwach kantigen Zweige ist grün.
Die wechselständig angeordneten Laubblätter sind in Blattstiel und -spreite gegliedert. Der Blattstiel ist 0,5 bis 2 Zentimeter lang. Die Blattspreite ist einfach oder aus drei bis neun, aber meist fünf Blättchen zusammengesetzt. Die Blättchen sind eiförmig bis lanzettlich, jedoch selten verkehrt-eiförmig mit gerundeter oder keilförmiger Basis und stumpfem oder spitzem oberen Ende. Das endständige Blättchen ist 0,6 bis 6,0 Zentimeter lang und 0,2 bis 2,0 Zentimeter breit, die seitlichen sind 0,2 bis 4,5 Zentimeter lang und 0,2 bis 2,0 Zentimeter breit. Die Blattoberseite ist stumpf-grün, die Unterseite ist etwas heller. Je Blättchen werden zwei bis vier Nervenpaare gebildet.

### Generative Merkmale
Einem bis zehn, selten bis zu 15 Blüten stehen in Gruppen in einem doldenartigen Blütenstand. Der Blütenstiel ist 0,2 bis 3,0 Zentimeter lang. 
Die zwittrige Blüte ist radiärsymmetrisch mit doppelter Blütenhülle. Der Blütenkelch ist kürzer als die Kronröhre und endet in dreieckigen bis pfriemlichen Lappen. Die gelbe Blütenkrone ist beinahe trichterförmig mit einer 0,8 bis 1,6 Zentimeter langen Kronröhre und rundlichen bis elliptischen Kronlappen von 3 bis 7 Millimeter Länge. 
Die bei Reife purpurschwarze Beere ist bei einer Länge von 6 bis 11 Millimetern sowie einem Durchmesser von 4 bis 10 Millimetern elliptisch bis rundlich.
Die Chromosomenzahl beträgt 2n = 26, seltener 39.

## Vorkommen
Das Verbreitungsgebiet des Niedrigen Jasmin liegt im gemäßigten Asien in Afghanistan, Tadschikistan und in den chinesischen Provinzen Gansu, Guizhou, Sichuan, Xizang und Yunnan; im tropischen Asien in Bhutan, Nord-Indien, Nepal und Pakistan. Er wächst in China Steppen und trockenen Wäldern in Höhenlagen von 1100 bis 3800 Metern auf frischen, schwach sauren bis schwach alkalischen, sandig-lehmigen bis lehmigen, mäßig nährstoffreichen Böden an licht- bis halbschattigen Standorten. Der Niedrige Jasmin ist wärmeliebend und nur mäßig frosthart.

## Systematik
Die Erstveröffentlichung erfolgte 1753 unter dem Namen (Basionym) Jasminum humile durch Carl von Linné in seinem Werk Species Plantarum. Seit Banfi 2014 Chrysojasminum humile (L.) Banfi.
Der Niedrige Jasmin (Jasminum humile) ist eine Art aus der Sektion Alternifolia, Gattung Jasminum, die der Tribus Jasmineae, Familie Ölbaumgewächse (Oleaceae) zugeordnet ist. 
Je nach Autor gibt es von Chrysojasminum humile etwa zwei Varietäten.
- Chrysojasminum humile (L.) Banfi var. humile (Syn.: Jasminum humile L. var. humile)[2] mit spitzen oder geschwänzt zugespitzten Blättchen
- Chrysojasminum humile var. microphyllum (L.C.Chia) Banfi (Syn.: Jasminum humile var. microphyllum (L.C.Chia) P.S.Green)[2] mit stumpfen Blättchen[3]

## Verwendung
Der Niedrige Jasmin wird manchmal aufgrund der dekorativen Blüten als Zierpflanze verwendet.

## Nachweise